# 헝가리의 이리니

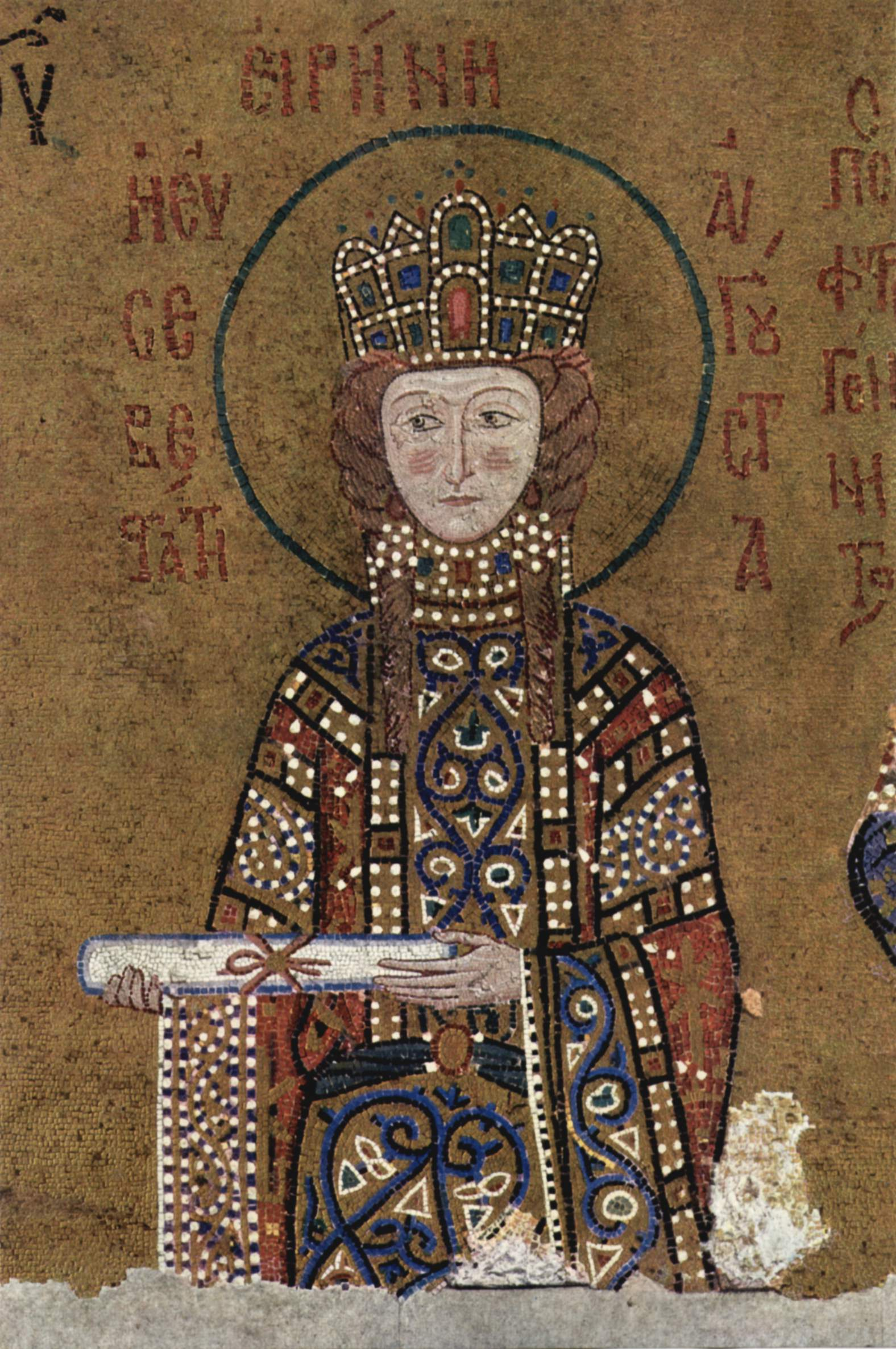
하기아 소피아 성당에 그려진 황후 이리니의 모자이크 초상화

헝가리의 이리니(1088년 - 1134년 8월 13일)는 헝가리의 라슬로 1세 국왕과 슈바벤의 아델라이데 왕비의 딸이다. 동로마 황제 요안니스 2세 콤니노스의 황후이자 마누일 1세 콤니노스 황제의 모후이다.
원래 이름은 피로슈커(헝가리어: Piroska)이며, 에스테르곰에서 태어났다. 그녀의 모후는 1090년 그녀의 나이 2살 때에 서거하였다. 부황은 1095년 6월 29일 서거하였다. 헝가리의 왕위는 라슬로의 조카인 칼만이 계승하였으며, 그는 고아가 된 필로스카 공주의 법적 보호자가 되었다.
비잔티움 제국의 알렉시우스 1세 황제와 우호관계였던 콜로만은 필로스카를 요한네스 2세와 결혼시키는 일로 황제와 교섭하였다. 요한네스 2세는 알렉시우스 1세의 장남으로, 1092년 9월 1일 부황과 더불어 공동황제가 되었으며, 장차 제위에 오를 인물로 낙점되었다. 두 군주의 교섭은 성공적으로 이루어져 필로스카 공주는 요한네스 2세와 1104년에 혼인하여 부부가 되었다.
콘스탄티노폴리스에 도착한 필로스카는 동방 정교회로 개종하였으며, 이름도 그리스식인 이리니로 개명하였다. 그녀는 요안니스와의 사이에서 여덟 명의 자녀를 낳았다.
1. 알렉시오스 콤니노스
2. 마리아 콤니니
3. 안드로니코스 콤니노스
4. 안나 콤니니
5. 이사키오스 콤니노스
6. 테오도라 콤니니
7. 에우도키아 콤니니
8. 마누일 1세 콤니노스

이리니는 1134년 8월 13일에 서거하였으며, 나중에 동방 정교회에 의해 시성되었다.